# La Liberté (galère)
Pour les articles homonymes, voir La Liberté (homonymie).
La Liberté est la réplique d’une barque méditerranéenne du XVIe siècle. Elle se trouve en Suisse, sur le Léman.

## Histoire
En 1992, sur l'impulsion de Jean-Pierre Hirt, ancien secrétaire syndical, naît à Morges, dans le canton de Vaud, l’idée de construire un bateau qui permettrait d'offrir des programmes d’occupation à des chômeurs, d'entretenir leurs compétences et de leur permettre de transmettre leur savoir-faire. Le chantier naval est construit en août 1995 sur un site mis gratuitement à disposition par la ville de Morges. La Liberté est construite dès mars 1996, sous les ordres du constructeur naval Jean-Jacques Maradan, d'après les plans de Michel Ormières (architecte naval) et de Franck de Rivoyre (ingénieur naval), par plus de 650 chômeurs bénéficiant de plans d'occupation de quelques mois chacun avant d'être éventuellement engagés à plus long terme. Elle est mise à l'eau le 23 juin 2001 à Morges et est exploitée à partir de juillet 2002,,.
En 2017, La Liberté doit être carénée et, en attendant les travaux prévus pour 2020, le Service de la Navigation suspend son permis de navigation avec passagers. Des travaux de réfection du pont sont en outre prévus en 2021-2022 avant sa remise à flot,.
De plus, amarrée depuis son inauguration dans la baie de Morges, à quelques dizaines de mètres du bord, La Liberté veut depuis 2018 se trouver un emplacement d'amarrage à quai. L'Association lémanique Galère La Liberté, qui connaît d'importants problèmes financiers, cherche en effet à offrir de nouvelles prestations à quai pour augmenter ses revenus et couvrir ses charges d’amortissement. Depuis, de nombreuses communes riveraines du Léman ont été abordées sans qu'une solution semble encore se profiler en 2020,,,. 

## Caractéristiques
La Liberté est une réplique d'une galère de type méditerranéen du XVIe siècle. Même si elle est plus grande qu'elles, elle est le reflet des galères qui naviguaient sur le Léman à cette époque,.
Elle est construite en bois lamellé-collé avec de la colle époxy. La quille et la charpente sont en chêne, le bordé en mélèze, le pont en pin douglas et les rames, les mâts et les antennes en épicéa. Elle possède 120 membrures et barrots de pont. Un salon sous le pont peut accueillir 40 personnes. Depuis 2008, en outre, un second compartiment peut accueillir jusqu’à 20 personnes. La quille a une longueur de 52 m, auxquels s'ajoutent les 5 m de l'éperon,.
Pour des raisons de sécurité lorsque le bateau navigue avec des passagers, le gréement d'origine à voile latine a été remplacé par un gréement aurique. La surface des voiles est de 240 m2 pour la grand-voile, de 160 m2 pour le trinquet et de 70 m2 pour le foc. Le poids total de l'embarcation est de 190 tonnes, dont 43 tonnes de lest sur la quille. La Liberté peut accueillir 110 passagers pour les sorties aux moteurs et 60 pour les croisières sous voiles,.

### Propulsion
Outre la propulsion à voiles, La Liberté possède deux moteurs diesel de 150 CV chacun et un propulseur d'étrave à l'avant. Elle possédait de plus à l'origine 36 rames, qui devaient être manœuvrées par 108 marins (3 par rame). Malgré tout, vu la difficulté rencontrée pour réunir et former 108 rameurs, ce moyen de navigation est abandonné,,.

## Galerie

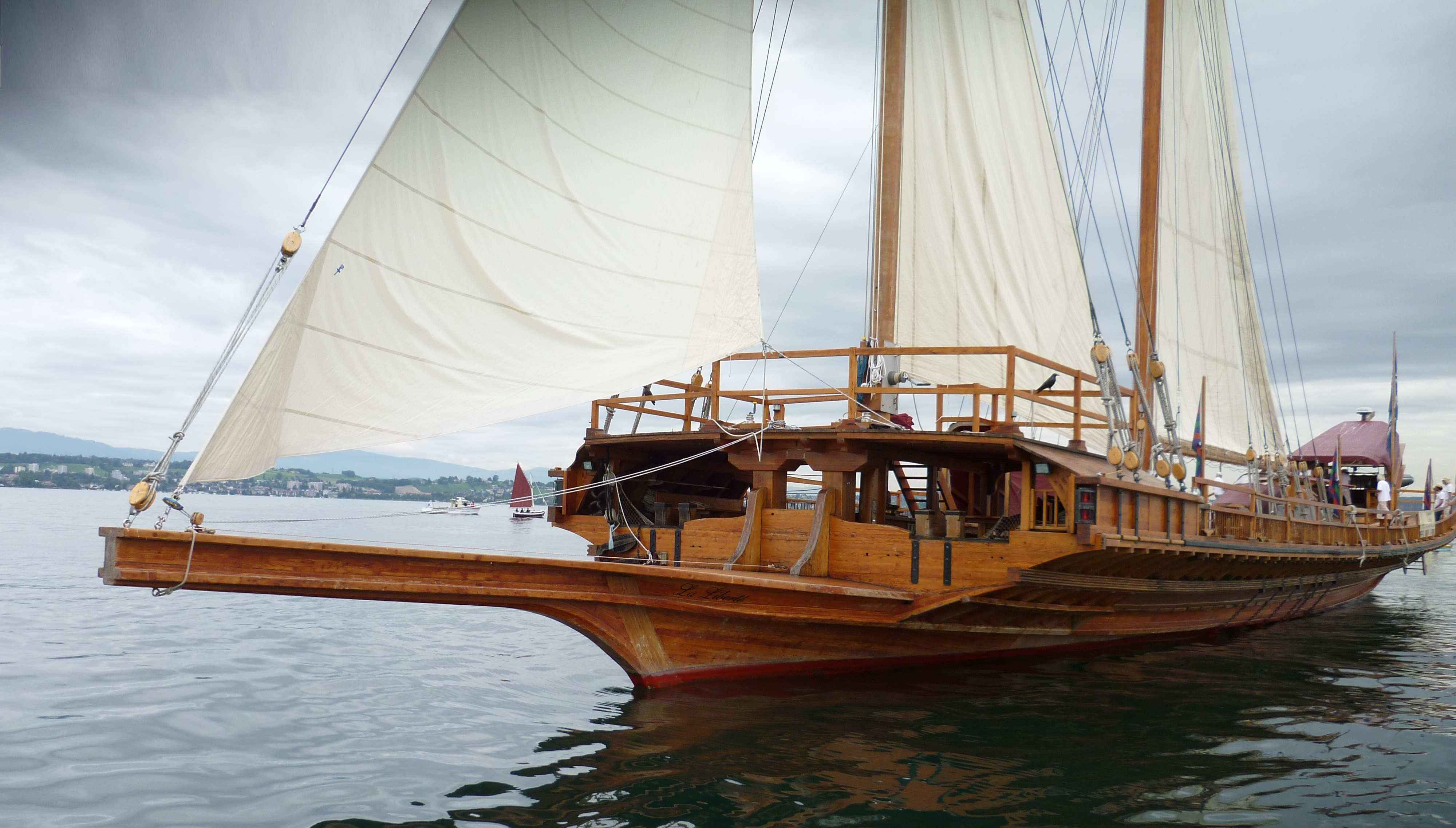
Proue de La Liberté.
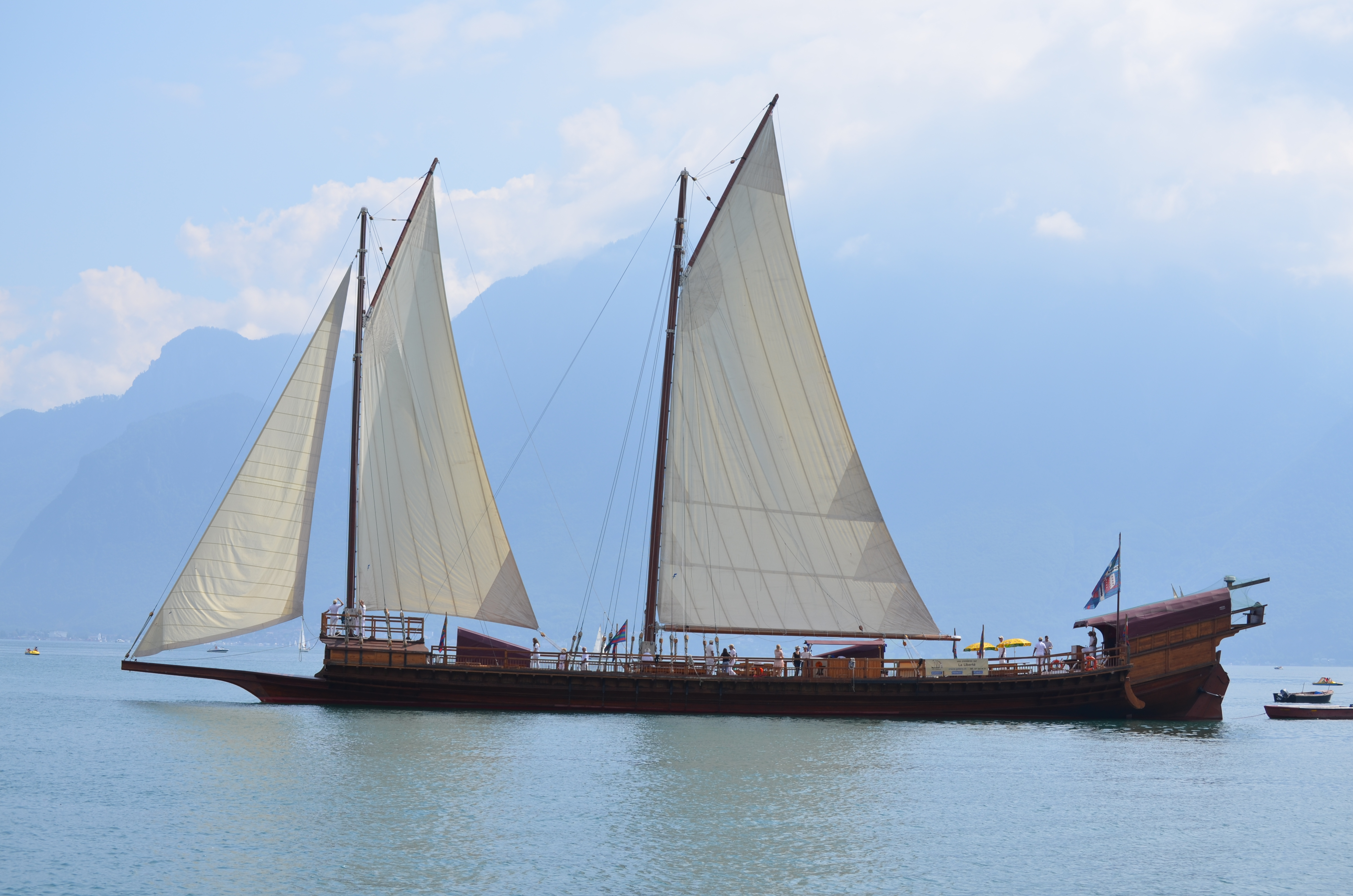
La Liberté à Vevey en 2014.